# ミラン・マチャラ
ミラン・マチャラ（チェコ語: Milan Máčala, 1943年7月4日 ‐ ）は、チェコ出身の元サッカー選手、指導者。

## 来歴
チェコスロバキア代表監督を1990年から1993年までの間に務めている。その後は中東へと指導の場を移し、クウェート、サウジアラビア、オマーン、バーレーンなどの国で監督を務めている。メディアからは中東の魔術師と呼ばれることがある。
日本代表とは何かと因縁があり、日本代表はマチャラが率いるチームに計10度もの対戦経験がある。1996年のアジアカップではクウェートを率いて準々決勝で日本代表と戦っており、ジャーセム・アル＝ホワイディーの2ゴールで2-0で日本を破っている。カタールでは1996年と1998年に開催されたガルフカップでも優勝を収めている。
2007年からはバーレーンの代表監督を務めており、2010年ワールドカップ3次予選と最終予選、さらには2011年アジアカップ予選の組み分けで日本と同じグループに組み分けされ、3次予選とアジアカップ予選で二度日本に勝利している。日本の選手の中では中村俊輔を司令塔として警戒している。
2010 FIFAワールドカップ・アジア予選では、前回に続いてアジア5位決定戦に進出し、サウジアラビアとの対戦を2試合合計2-2で終えるも、アウェイゴール数の差により、アジア5位となり、ニュージーランドとの大陸間プレーオフに進出した。ホームの第1戦を0-0のスコアレスドローで終え、敵地ウェリントンでの第2戦に臨んだが、前半にコーナーキックから失点し0-1で試合終了。2010 FIFAワールドカップ出場はならなかった。
予選敗退の責任を取り、バーレーンサッカー協会とマチャラの双方の合意の下、2010年4月28日、バーレーン監督の契約を終了した。
その後、1994年から1996年に監督を務めたクウェートのクラブチームカーズマSCの監督に、2010年途中で再び就任し、2012年まで監督を務めた。2012年途中で、カタールのクラブのアル・アハリ・ドーハの監督に就任した。